# Carlos Eduardo (football, 1989)
Pour les articles homonymes, voir Carlos Eduardo et Eduardo.
Carlos Eduardo de Oliveira Alves, plus connu sous le nom de Carlos Eduardo (né le 17 octobre 1989 à Ribeirão Preto dans l'État de São Paulo) est un footballeur brésilien qui joue comme milieu offensif.
Il joue actuellement au Cruzeiro EC.

## Biographie
Il marque son premier but avec l'OGC Nice le 27 septembre 2014 à Monaco sur coup franc direct. Le Gym s'impose alors 0-1 face au rival monégasque à l'occasion de la huitième journée de championnat.
Le 26 octobre 2014, trente ans après ceux de Philippe Anziani et Tony Kurbos, il réussit un quintuplé en Ligue 1 lors de la victoire de Nice 2-7 sur le terrain de Guingamp pour le compte de la 11e journée de championnat. Il se fait alors connaître aux yeux du grand public.
Il devra attendre la 20e journée pour être de nouveau décisif avec un but et une passe décisive face au FC Lorient. Il manquera de réussite lors des 24e et 25e journées, voyant deux de ses buts refusés sur des hors-jeu discutables, puis au cours de la 26e journée où il frappe la transversale face à l'AS Monaco (défaite 0-1). Il retrouve finalement le chemin des filets face au SC Bastia malgré la défaite (2-1, 28e journée). Il ouvre le score face à l'Olympique lyonnais d'une magnifique bicyclette pour le compte de la 30e journée (victoire 1-2).
Meilleur buteur niçois de la saison 2014-2015 avec 10 buts, les dirigeants et les supporters de l'OGC Nice souhaitent conserver Carlos Eduardo. De retour de prêt à Porto, il s'engage cependant avec l'équipe saoudienne du Al Hilal Riyad pour une durée de trois ans alors que l'OGC Nice avait pourtant un droit prioritaire sur son achat.

### Botafogo
Botafogo a annoncé la signature de l'athlète en juillet 2022, avec un contrat valable jusqu'à fin 2024. Il a commencé à s'appeler simplement Eduardo, utilise le numéro 33 et avait auparavant travaillé avec l'entraîneur du club, Luís Castro, au FC Porto.
Lors de sa première saison avec Botafogo, Eduardo a disputé 14 matchs, marqué trois buts et fourni une passe décisive. En 2023, lors de sa deuxième année avec Glorioso, il s'est fait remarquer, avec 49 matchs, 12 buts et sept passes décisives, mais a connu une forte baisse de performance dans la dernière ligne droite du Championnat brésilien.
En 2024, il commence la saison défié par les supporters de Botafogo après la perte du titre brésilien. Pourtant, il a marqué trois buts et fourni trois passes décisives en 14 matchs jusqu'au début avril de la même année.
En raison d'un problème à la cheville, il a manqué Botafogo lors du match contre LDU, à Quito, au deuxième tour de la Copa Conmebol Libertadores.

## Palmarès
Estoril-Praia
- Championnat du Portugal D2 (1) :
  - Champion : 2011-2012.

 Al-Hilal FC
- Championnat d'Arabie saoudite (1) :
  - Vainqueur : 2017